# ترجیح می‌دهم بمیرم تا این‌که معمولی باشم
«ترجیح می‌دهم بمیرم تا این‌که معمولی باشم» (به اسپانیایی: Antes muerta que sencilla) ترانه‌ای از خوانندهٔ اسپانیایی ماریا ایزابل است. ماریا ایزابل این ترانه را در ۹ سالگی نوشت و اجرا کرد. او در سال ۲۰۰۴ با این ترانه در مسابقه یوروویژن نوجوانان شرکت کرد و با ۱۷۱ امتیاز برندهٔ آن دوره از رقابت‌ها شد. ایزابل یک سال بعد اولین آلبوم استودیویی‌اش با نام ¡سعی نکن دلگرمم کنی من کارم را خوب بلدم! را منتشر کرد که «ترجیح می‌دهم بمیرم تا این‌که معمولی باشم» یکی از قطعه‌های آن آلبوم بود.

## جدول‌های فروش موسیقی
| جدول (۲۰۰۴)                      | بالاترین جایگاه |
| -------------------------------- | --------------- |
| جدول تک‌آهنگ‌های بلژیک (والونیا)   | ۳۶              |
| جدول تک‌آهنگ‌های فرانسه (اس‌ان‌ای‌پی) | ۶               |
| جدول تک‌آهنگ‌های آلمان             | ۸۹              |
| جدول تک‌آهنگ‌های سوئیس             | ۱۸              |